# Juan Boscán Almogáver
Juan Boscán Almogaver (kolem 1490, Barcelona – 1542, tamtéž) byl španělský básník.

## Život
Cestoval po západní Evropě, seznámil se s humanistickou kulturou, vstoupil později do vojenských služeb, žil na královském dvoře. Díky přátelství s italskými diplomaty se seznámil se soudobou situací v italské literatuře. Měl přirozený zájem o básnictví a talent k němu, proto se brzy začal věnovat napodobování prvků nové italské literatury ve španělštině. Shromáždil kolem sebe celou básnickou školu. Jeho básně nejsou příliš originální z hlediska myšlenkového a umělecky nijak zvlášť nevynikají, zavedly ale do španělské literatury celou řadu italských literárních forem, například endekasylab, sonet, kanzónu, tercínu a osmiveršové sloky. Jeho básně, převážně kratší milostné lyrické básně dle petrarcovských vzorů, byly vydány až po jeho smrti v roce 1543.